# Star Trek: Prodigy
Star Trek: Prodigy („prodigy“; englisch für „Wunder“, „Wunderkind“) ist eine US-amerikanische Science-Fiction-Fernsehserie. Sie ist (je nach Zählung) die erste Kinderserie, die im fiktiven Star-Trek-Universum spielt, sowie nach Star Trek: Lower Decks die zweite Computeranimationsserie des Franchises. Die erste Folge erschien am 28. Oktober 2021.

## Handlung

### Staffel 1
Sechs Jugendliche finden 2383 im Delta-Quadranten die USS Protostar, ein verlassenes Raumschiff der Sternenflotte. Auf diesem entdecken sie ein Hologramm von Captain Janeway, das ihnen das Schiff und die Sternenflotte erklären kann.
Die Protagonisten fristen zu Beginn der Handlung ihr Dasein als Sklaven auf dem Minenasteroiden Tars Lamora, wo der mysteriöse „Diviner“ mit dem Roboter Drednok und seiner Tochter Gwyndala die sogenannten „Unerwünschten“ ausbeutet. Doch all seine Anstrengungen dienen eigentlich nur dazu, die USS Protostar zu finden. Um die Gefangenen unter Kontrolle zu halten, setzt der Diviner neben Wächterdrohnen auch auf Sprachbarrieren und den Gefangenen Zero, einen Meduser, dessen direkter Anblick den Verstand zerrüttet. Doch Zero kann noch vor Beginn der Handlung fliehen und sabotiert fortan die Aktivitäten des Diviners. Derweil versucht der junge Dal R'El ebenfalls, von dem Asteroiden zu fliehen, scheitert dabei aber und entgeht nur dank Gwyndalas Eingreifen der Bestrafung durch seinen Kerkermeister. In einen besonders tiefen Abschnitt der Mine strafversetzt findet Dal R’El durch Zufall zusammen mit Rok-Tahk die lang gesuchte Protostar. Gemeinsam mit Rok-Tahk und Zero rekrutiert Dal den eigensinnigen Tellariten Jankom Pog, um das Schiff einsatzbereit zu machen. Es gelingt ihnen schließlich, mit dem Schiff zu fliehen, dabei begleitet sie der Alien Murf, außerdem befindet sich Gwyndala ebenfalls an Bord, zunächst als ungeplante Geisel. Hilfe erhalten die Flüchtlinge von dem Hologramm Janeway, das sie für Sternenflottenkadetten hält, ihnen die Bedienung der Systeme beibringt und sie über die Föderation, die Sternenflotte und deren Ideale und Prinzipien aufklärt.
Der Diviner verfolgt die Protostar, um das Schiff um jeden Preis in seine Gewalt zu bringen. Während sie vor dem Diviner fliehen, lernen sich die Jugendlichen an Bord der Protostar kennen und raufen sich allmählich zu einer Besatzung zusammen. Der selbstbewusste Dal R'El übernimmt die Rolle des Captains, Jankom Pog wird Leitender Ingenieur, Zero Steuermann und Rok-Tahk entwickelt sich zum Wissenschaftsoffizier. Nachdem Gwyn auf einem unerforschten Planeten von ihrem Vater in einer lebensbedrohlichen Lage im Stich gelassen wurde, wendet sie sich von ihm und seinen Lehren ab und integriert sich endgültig in die neue Besatzung der Protostar, wo sie die Rollen des Ersten Offiziers und des Kommunikationsoffiziers ausfüllt. Nachdem Dal R’El herausfindet, dass er von seiner Ziehmutter, einer weiblichen Ferengi, verraten und an den Diviner verkauft wurde, wendet er sich Gwyn zu, da sie ein ähnliches Schicksal hat. Bereits auf Tars Lamora befreundet, erneuern und festigen sie nun dieses Band.
Begeistert von den Berichten des Hologramms Janeway über die Sternenflotte, entscheiden sich die Jugendlichen, in den Alpha-Quadranten zu reisen und sich der Sternenflotte offiziell anzuschließen. Doch der Diviner lässt nicht locker und droht mit der Auslöschung von Tars Lamora, sollte ihm das Schiff nicht übergeben werden. So kann er das Schiff für kurze Zeit in die Hände bekommen, doch die Jugendlichen befreien die Unerwünschten, verfolgen mit dem Schiff des Diviners die Protostar und schaffen es, den Diviner zu besiegen. Dieser bleibt geistig zerrüttet auf Tars Lamora zurück, hat zuvor allerdings Gwyn in seine Pläne eingeweiht, um sie so wieder auf seine Seite zu ziehen: Tatsächlich stammt der Diviner aus der Zukunft und reiste in der Zeit zurück, um die USS Protostar zu finden, die zuvor in seiner Gegenwart gelandet war. Er gibt der Föderation die Schuld an einem dem Erstkontakt folgenden verheerenden Bürgerkrieg auf seinem Heimatplaneten Solum und dem Untergang seiner Spezies, den Vau N’Akat. Um den Erstkontakt zu verhindern und so die Geschichte zu ändern, plant er einen vernichtenden Angriff auf die Sternenflotte. Die USS Protostar ist dabei sein trojanisches Pferd. Sie enthält nämlich neben dem revolutionären Protostar-Antriebssystem auch eine von den Vau N’Akat implementierte lebende Waffe, das so genannte Konstrukt.
Als Gwyn, die auf Tars Lamora ebenfalls verletzt wurde, ihren Freunden von der Waffe berichten kann, ist es zu spät. Das Konstrukt aktiviert sich bei der Ankunft an einer Subraum-Relais-Station der Föderation und zerstört diese. Es stellt sich heraus, dass das Konstrukt bei jedem Kontakt der Protostar mit einem Föderationsschiff dessen Systeme kapert und so die Sternenflotte letztendlich gegen sich selbst richten würde. Daraufhin brechen Dal und seine Freunde notgedrungen ihr Vorhaben ab und beschließen, fernab der Föderation gemäß den Prinzipien der Sternenflotte anderen zu helfen und gleichzeitig nach einer Lösung zu suchen, die lebende Waffe zu neutralisieren.
Im Föderationsraum wartet derweil Admiral Janeway auf ein Lebenszeichen der vermissten USS Protostar und ihrem Kommandanten, Captain Chakotay. Als die Sensoren die Antriebssignatur des Protostar-Antriebs erfassen, begibt sie sich mit der USS Dauntless auf die Suche und findet auf Tars Lamora den in sich gefangenen Diviner. Janeway und ihre Besatzung nehmen den vermeintlich Hilflosen an Bord, um ihn zu behandeln und Informationen zu erhalten, wissen aber nicht, in welcher Gefahr sie sich damit befinden. Tatsächlich beginnt der Diviner, sich nach und nach zu erinnern, während die Dauntless die Protostar verfolgt, in der Annahme, das Schiff sei von Kriminellen gestohlen worden. Da Dal und seine Freunde keinen Kontakt mit der Dauntless aufnehmen können, ohne diese zu zerstören, entwickelt sich eine Jagd über viele Lichtjahre, die schließlich ihr vorläufiges Ende findet, als die beschädigte Protostar in die Neutrale Zone zwischen Föderation und Romulanischem Imperium flüchtet. An Bord der Dauntless entpuppt sich die vermeintliche Trill Asencia als weitere Vau N’Akat, die wie der Diviner in der Zeit zurück reiste, um die Protostar zu finden, aber viel später als dieser ankam.
Das Konstrukt manipuliert Hologramm Janeway, die daraufhin die Protostar aus der Neutralen Zone heraus in den Föderationsraum navigiert. Bei Zeros Versuch, telepathischen Kontakt zwischen Janeway und Dal herzustellen, tauschen beide unbeabsichtigt den Körper. Dal befindet sich nun im Körper von Janeway, die bald darauf das Misstrauen ihrer Offiziere durch ihr ungewöhnliches Verhalten erregt, während Janeway an Bord der Protostar deren jugendliche Besatzung kennenlernt und alles über das Konstrukt und die Situation erfährt. Der Diviner findet sich derweil in einem Konflikt wieder, da er einerseits weiterhin seine Mission verfolgt, um sein Volk zu retten, andererseits von der Güte und Hilfsbereitschaft der Föderationsbesatzung ihm gegenüber überrascht ist. Schließlich gelingt es Dal und Janeway, ihre Bewusstseine wieder in die richtigen Körper zu transferieren, doch Janeway erwacht in der Arrestzelle der Dauntless, während gleichzeitig ein Großaufgebot der Sternenflotte an den Koordinaten der Protostar und Dauntless eintrifft.
Admiral Janeway kann nicht mehr verhindern, dass Asencia zusammen mit ihrem Drednok-Kampfdroiden und dem Diviner zur Protostar übersetzt, die Kontrolle übernimmt und einen flottenweiten Kanal öffnet. Wie geplant aktiviert sich das Konstrukt und die Schiffe der Sternenflotte beginnen, aufeinander zu feuern, außerdem werden die Universalübersetzer abgeschaltet, so dass die Besatzungen hilflos sind. Als Asencia aber versucht, Gwyn zu töten und sie herablassend als Fehler bezeichnet, wendet sich der Diviner gegen sie, um seine Tochter zu schützen, was er mit dem Leben bezahlt. Asencia flieht mit Hilfe ihres Drednok aus der Kampfzone, während immer mehr Schiffe der Sternenflotte eintreffen, die auf automatische Notrufe reagieren. Um Zeit zu gewinnen, nutzt Gwyndala ihr Sprachtalent, um einen allgemeinen Notruf an alle nicht-föderalen Verbündeten der Sternenflotte zu senden und diese zu bitten, ihre Schiffe zwischen die einander bekämpfenden Sternenflotten-Einheiten zu manövrieren. Da selbst dies nicht ausreicht, greifen Dal und seine Freunde schließlich zum allerletzten Mittel: Sie starten den Protostar-Antrieb ihres Schiffes und aktivieren die Selbstzerstörung. Sie selbst entkommen an Bord eines improvisierten Shuttles, während das Hologramm Janeway zurückbleibt und das Schiff steuert, da ihr Programm mittlerweile zu groß ist, um in der Kürze der Zeit aus den Computern heruntergeladen zu werden. Die Explosionsenergie der Protostar wird so auf ein großes Gebiet verteilt und ein neuer Stern wird geboren, die Schiffe der Sternenflotte können die Kontrolle des Konstrukts abschütteln, jedoch gelten Dal und seine Freunde nun als vermisst, woraufhin die angeschlagene Sternenflotte, die mehrere Schiffe verloren und schwere Schäden erlitten hat, auf Befehl Janeways mit einer großangelegten Suchaktion beginnt.
Einen Monat später befindet sich Janeway gerade in einer Besprechung, in der ein Notruf Chakotays aus der Zukunft präsentiert wird, als ein völlig verblüffter Sternenflottenoffizier die Ankunft der vermissten Jugendlichen auf der Erde meldet, die es geschafft haben, ihr nur mit einem sehr einfachen Antrieb und praktisch keiner Navigation ausgestattetes Shuttle zur Erde zu fliegen. Die Freude währt allerdings nur kurz, als sie vor ein Sternenflottengericht gestellt werden, wo man ihnen unter anderem den Diebstahl eines Föderationsschiffes zur Last legt. Admiral Janeway selbst verteidigt die Jugendlichen und besonders Dal, dem als Augment besonders viel Ablehnung entgegenschlägt. Nach der abschließenden Beratung kann sie Dal und seinen Freunden schließlich die Entscheidung des Gerichts verkünden: Alle Anklagen werden fallen gelassen, allerdings gibt es keine Aufnahme der Jugendlichen an der Sternenflottenakademie außerhalb der üblichen Verfahren, da dies unfair gegenüber anderen Anwärtern wäre. Die Enttäuschung kann Janeway indes kurz halten, denn fünf der Jugendlichen erhalten die Möglichkeit, unter ihrem Kommando als Offiziersanwärter auf einem Schiff ausgebildet zu werden. Zuerst nehmen alle an, dass Dal nicht zugelassen wäre, doch es ist Gwyn, die nun offenbart, dass sie sich entschlossen hat, zu ihrem Volk zurückzukehren, in der Hoffnung, es auf den Erstkontakt vorbereiten zu können und so die Zukunft zu ändern. Für Dal und Gwyn, zwischen denen sich mehr als Freundschaft entwickelt hat, heißt es daher Abschied nehmen. Als sie sich versammeln, um Gwyn zu verabschieden, entdecken sie in einem nahegelegenen Hangar zu ihrer Begeisterung das erste serienmäßig gefertigte Schiff der brandneuen Protostar-Klasse.

### Staffel 2
Nach einem Jahr auf der Akademie wird die ehemalige Protostar-Crew von Admiral Janeway um Unterstützung gebeten, um mit der neuen Voyager-A ein Wurmloch und zugleich Zeitanomalie zu untersuchen, das bei der Selbstzerstörung der Protostar entstanden ist. Was die Protostar-Crew zu Anfang nicht weiß, ist, dass die Führungsoffiziere eine weitere verdeckte Mission haben. Sie wollen mit dem getarnten und mit Zeitschilden ausgestatteten Schiff Infinity Captain Chakotay durch das Wurmloch in ihre Zeit zurückholen, nachdem er die Protostar nach Tars Lamora geschickt hat. Diese Mission wird aber der Gefährlichkeit wegen überraschend vom Sternenflottenkomando abgelehnt. Auch ein unbekannter Sphärenbetreiber warnt vor dieser Mission. Nachdem die Führungsoffiziere mitbekommen, dass die Protostar-Crew davon Wind bekommen hat, wird sie von Janeway in alle Details eingeweiht. Sie kann ihr Geheimnis aber nicht lange für sich behalten, sodass auch die Nova-Crew (Elite-Kadetten) erfahren, dass im ihnen bisher unbekannten dritten Shuttle-Hangar irgendetwas Besonderes ist. Daraufhin will die Protostar-Crew die Infinity umparken, bevor sie die Nova-Crew finden kann. Dieser Versuch misslingt aber und Dal, Jankom und Kadettin Maj’el fliegen ungewollt und zu früh durch das Wurmloch nach Solum, wo sie von den Vau N’Akat gefangen genommen werden.
Währenddessen versucht Gwyn die Vau N’Akat zu überzeugen, dass andere friedliche Lebensformen in der Galaxie leben, die gerne in Koexistenz leben wollen. Sie muss aber feststellen, dass Asencia bereits zuvor auf Solum gelandet ist und ein gänzlich anderes Bild aufgezeigt hat. Eine Prüfung gegen Asencia soll zeigen, ob Gwyn überhaupt eine echte Vau N’Akat ist.
In der Gefängniszelle treffen Dal, Jankom und Maj’el auf Chakotay und seinen ersten Offizier. Als sie feststellen, dass die beiden es aufgegeben haben zu fliehen, unternehmen sie gemeinsam einen Fluchtversuch, bei dem allerdings Chakotay und sein erster Offizier mit der Protostar starten können (anstatt, dass sie zurückbleiben und die Protostar unkontrolliert nach Tars Lamora gelangt). Infolgedessen verliert Gwyn jeglichen zeitlichen Ankerpunkt (sie existiert in allen Zeiten und in keiner) und verliert somit die Prüfung gegen Asencia. Zurück in der Infinity versuchen Dal, Jankom und Kadett Maj’el mit der Voyager-A Kontakt aufzunehmen und die Infinity zu reparieren. Stattdessen nimmt aber der unbekannte Sphärenbetreiber Kontakt mit ihnen auf: „Rettet Gwyn“. Zusätzlich liefert er ihnen einen Satz Koordinaten. Während Jankom versucht, das Schiff zu reparieren, finden Dal und Maj’el am Koordinatenpunkt Gwyn in ihrem Zustand und entscheiden sich in der Zeit zurückzureisen, um Gwyn zu retten.
Zurück auf der Voyager kann der Doctor Gwyn helfen, indem er ein Armband baut, das sie in der gewählten Zeit hält. Der unbekannte Sphärenbetreiber nimmt derweil Kontakt mit Murf auf. Schließlich wird klar, dass der unbekannte Sphärenbetreiber ihnen helfen will, Chakotay, die Protostar, Gwyn und die Zeit als Ganzes zu retten. Die nun wieder (inklusive Gwyn) vollständige Protostar-Crew begibt sich mit der gestohlenen Infinity zu einem Treffen mit dem unbekannten Sphärenbetreiber, der sich als Reisender Wesley Crusher entpuppt. Der Grund für die Geheimniskrämerei war der Versuch, sich selbst und die Crew vor Zeitaasfressern zu schützen, die Personen und Gegenstände so auffressen, als hätte es sie nie in der jeweiligen Zeitlinie gegeben. Bevor die sechs mit Wesley das weitere Vorgehen besprechen können, treffen sowohl die Voyager-A als auch die Zeitaasfresser ein. Es stellt sich raus, dass Wesley sich geirrt hat: Nicht die sechs alleine müssen zusammen die Zeit retten. Nein, sie brauchen zusätzlich Maj’el. Die sieben werden unter zähneknirschender Genehmigung von Janeway von Wesley auf den Planeten gebracht, auf dem Chakotay seit 10 Jahren die Protostar versteckt, um die Föderation vor dem lebenden Konstrukt zu schützen. Zusammen bringen sie die Protostar zurück in den Föderationsraum zur Voyager-A, wo Techniker der Föderation das lebende Konstrukt unschädlich machen, bevor es erneut die Föderationsschiffe befallen kann.
Währenddessen lässt sich Wesley Crusher von Asencia gefangen nehmen, damit sie sein Wissen nutzt, um künstliche Wurmlöcher für den Großangriff gegen die Föderation herzustellen. Er selbst beabsichtigt stattdessen, mit der von Asencia erbauten Anlage, später ein Zeitwurmloch zu öffnen, um die Protostar wieder nach Tars Lamora zu schicken und somit eine Zeitschleife zu erzeugen.
Die Voyager-A und die Protostar retten den jungen Ilthuran, der im auf Solum herrschenden Bürgerkrieg den Widerstand gegen Asencia leitet, und Wesley Crusher. Wesley stellt klar, dass er das unbedingte Zusammenbleiben der sieben nicht auf die Mission als solche, sondern auch auf ihr zukünftiges Leben bezogen hat (so wie die Tatsache, dass Captain Archer unbedingt die erste Warp-fünf-Mission überleben musste, um die Föderation zu gründen). Außerdem besiegen sie Asencia, die von den dortigen Behörden gefangen genommen wird. Anschließend ändern sie die Logs der Protostar so, dass es aussieht, dass die Protostar führerlos nach Tars Lamora gelangt ist. Sie schicken diese durch ein mit Asencias Anlage erzeugten Zeitwurmloch zurück nach Tars Lamora, wo sie (aus Sicht der Zeit auf der anderen Seite des Zeitwurmlochs) fünfzig Jahre später von Dal und Rok gefunden wird.
Im selben Jahr wird der Mars von den eigenen Androiden angegriffen (siehe „Star Trek: Short Treks“ Folge „Kinder des Mars“ & zahlreiche Rückblenden in der ersten Staffel von „Star Trek: Picard“), weshalb das Sternenflottenkommando jegliche Forschungsreisen untersagt. Weil Janeway ein paar Gefallen einfordert, kann sie erreichen, dass die sieben, zu Ensigns befördert, zusammen auf eine Forschungsreise mit der USS Prodigy, dem ersten serienmäßig produzierten Raumschiff der Protostarklasse, geschickt werden.

## Produktion
Im Juni 2018 unterzeichnete Alex Kurtzman, der alleinige Showrunner von Star Trek: Discovery, einen Vertrag mit CBS Television Studios, um das Star-Trek-Franchise zu erweitern. Diese Erweiterung umfasste neue Serien, Miniserien und Zeichentrickserien. Im Januar 2019 kündigte Kurtzman Pläne für mindestens eine weitere Zeichentrickserie an, die auf die Zeichentrickkomödie für Erwachsene Star Trek: Lower Decks folgen sollte. Diese neue Serie sollte auf Kinder ausgerichtet sein und möglicherweise auf einem anderen Sender als CBS All Access (später Paramount+) ausgestrahlt werden, auf dem in den USA andere Star-Trek-Serien liefen.
Kevin und Dan Hageman wurden im Februar 2019 als Autoren für die neue Serie verpflichtet, währendem Nickelodeon im Gespräch war, die an ein jüngeres Publikum gerichtete Serie auszustrahlen. Ende April 2019 bestellte Nickelodeon die Serie offiziell, mit den Hageman-Brüdern, Kurtzman und anderen als ausführende Produzenten. Im Oktober 2019 wurde zudem bekannt, dass Nickelodeon aufgrund der umfangreichen Animationsarbeiten zwei Staffeln bestellt hatte.
Die Serie wurde im Januar 2020 auf den Namen Star Trek: Prodigy getauft und sollte 2021 veröffentlicht werden.
Im Oktober 2020 wurde bekannt, dass Kate Mulgrew ihre alte Rolle aus Star Trek: Raumschiff Voyager wieder übernehmen wird. Im Februar 2021 wurde bekannt, dass auch Billy Campbell, der seine titelgebende Figur des Thadiun Okona aus der Folge Der unmögliche Captain Okona aus der zweiten Staffel Raumschiff Enterprise – Das nächste Jahrhundert in Prodigy sprechen werde.
Im Februar 2021 wurde mitgeteilt, dass Prodigy in den USA zunächst auf Paramount+ und dann auf Nickelodeon ausgestrahlt werden sollte. Dies, damit die Serie zuerst den Fans des Star-Trek-Franchises vorgestellt wird, bevor sie auf Nickelodeon neuen Zuschauenden zugänglich gemacht werden sollte. Damals wurde ebenfalls bekannt, dass die erste Staffel 20 Episoden umfassen sollte.
Eine zweite Staffel mit 20 Episoden wurde im November 2021 offiziell bestätigt. Am 23. Juni 2023 gab Paramount+ jedoch die Absetzung von Prodigy bekannt. Das Team setzte die Arbeit an der in Produktion befindlichen zweiten Staffel fort, während CBS eine neue Plattform für die Serie suchte. Da Paramount+ die Serie aber komplett aus dem Programm nahm, um Vorteile aus Steuerabschreibungen zu ziehen, blieb zunächst unklar, wann und wo die zweite Staffel ausgestrahlt werden wird. Am 11. Oktober gab der Streaming-Dienst Netflix bekannt, sich die Ausstrahlungsrechte von Star Trek: Prodigy gesichert zu haben.

## Veröffentlichung
Am 25. Februar 2021 wurde ein Bild der sechs Kinder veröffentlicht. Am 5. April 2021 veröffentlichte Kate Mulgrew ein Bild ihrer Figur in Social Media. Die Namen der weiteren Hauptfiguren und ihrer Sprecher wurden am 14. Juni 2021 bekanntgegeben. Am 23. Juli 2021 wurde ein erster Trailer zur Serie veröffentlicht. Im September wurde der Vorspann der Serie veröffentlicht.
Am 8. November 2021 gab Paramount+ bekannt, dass die erste Staffel der Serie mit 20 Folgen in drei Blöcken veröffentlicht werden soll. Die Folgen 1–5 erscheinen vom 28. Oktober bis 18. November 2021, die Folgen 6–10 vom 6. Januar bis 3. Februar 2022 und die Folgen 11–20 später im Jahr 2022.
Die deutschsprachige Veröffentlichung startete am 13. April 2022 bei Nick Austria und Nick Schweiz. Ab dem 4. November 2022 lief die Serie täglich auf Super RTL. Ab dem 6. Dezember 2022 war die Serie auch bei Paramount+ im deutschsprachigen Raum zu streamen.
Im Juni 2023 wurde die Serie auf Paramount+ weltweit entfernt. Seit dem 25. Dezember 2023 ist auf Netflix zunächst die erste Staffel verfügbar. Die zweite Staffel wurde dort am 1. Juli 2024 veröffentlicht. Noch vor dem internationalen Start auf Netflix wurde die komplette zweite Staffel am 22. März 2024 ohne vorherige Ankündigung in der Mediathek der französischen öffentlich-rechtlichen Fernsehanstalt France Télévisions veröffentlicht.

## Besetzung und Synchronisation

Die Originalsprecher
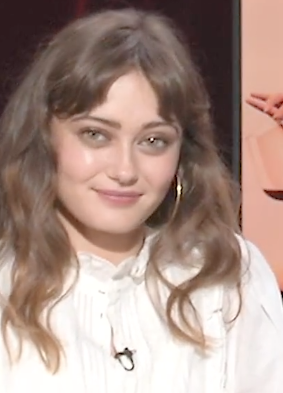
Ella Purnell, Sprecherin von Gwyn
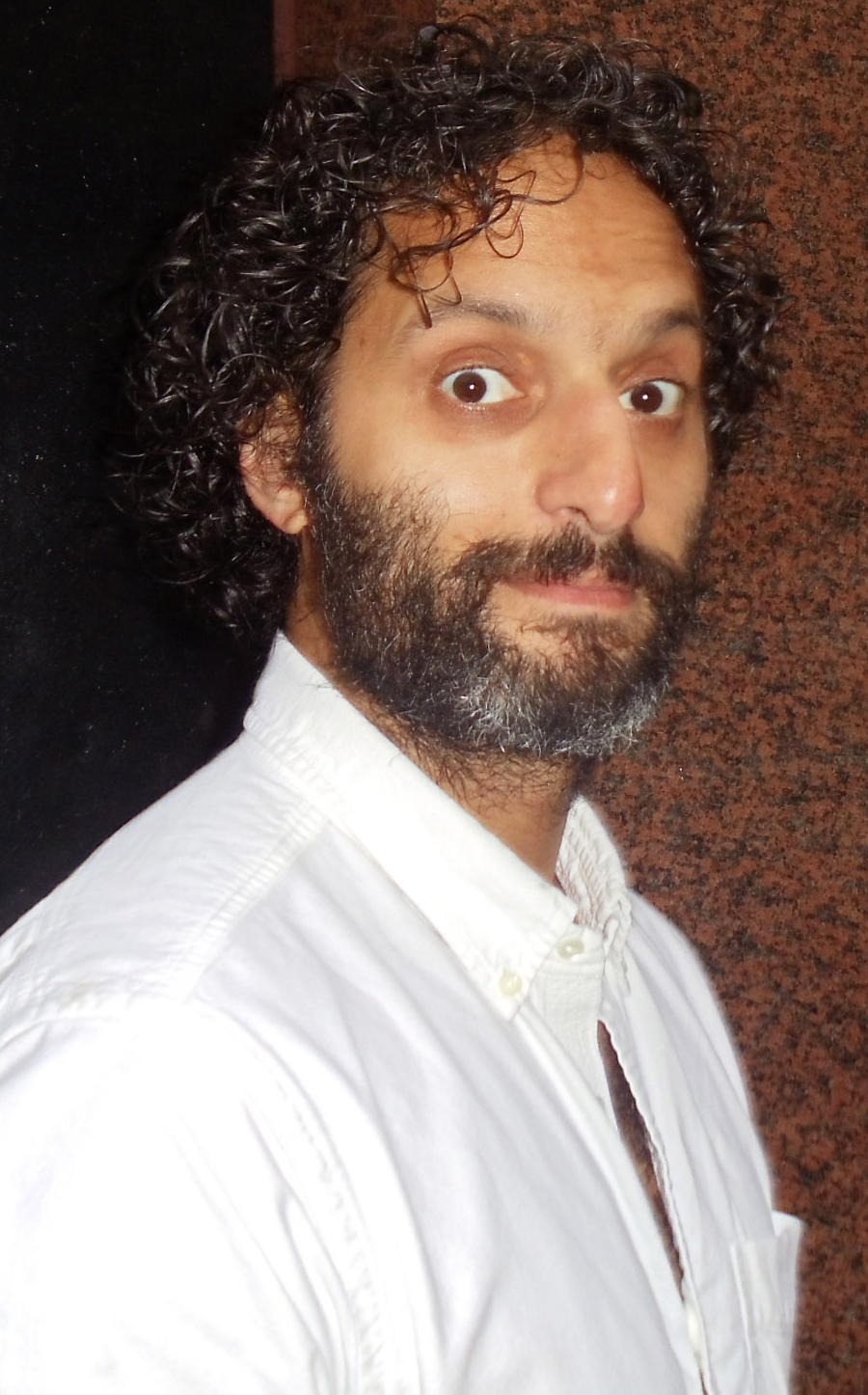
Jason Mantzoukas, Sprecher von Jankom Pog
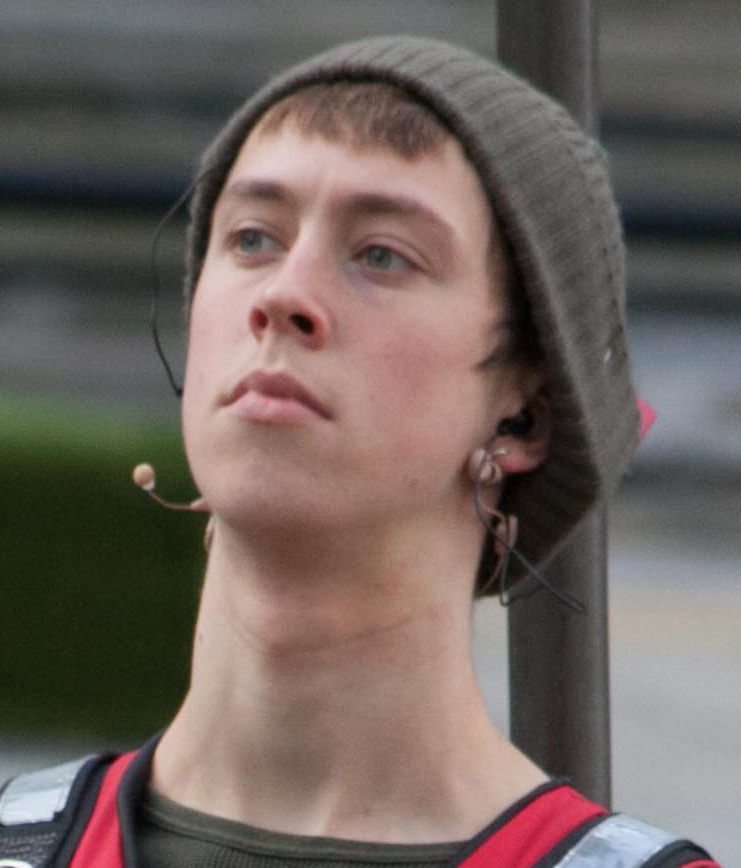
Angus Imrie, Sprecher von Zero
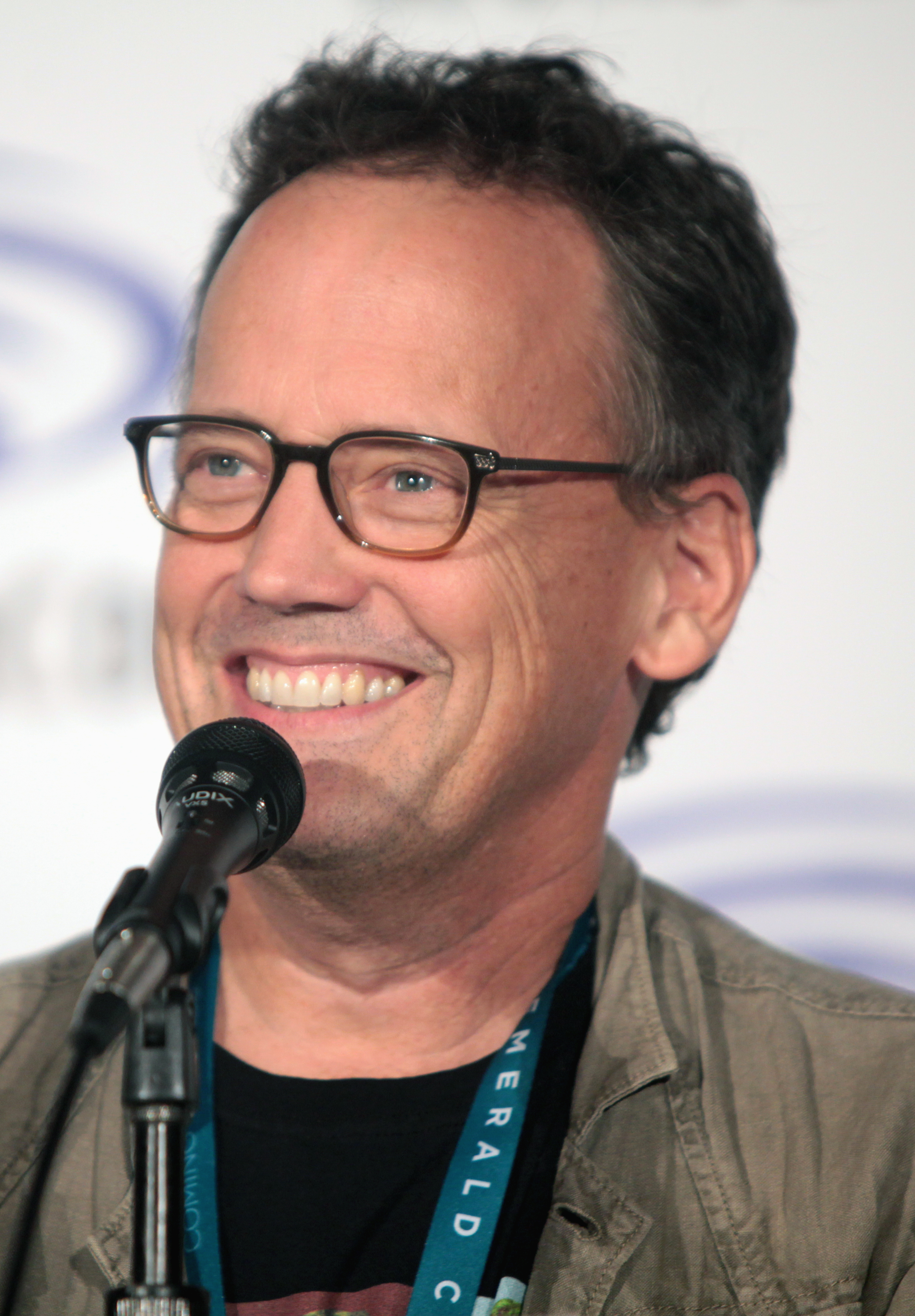
Dee Bradley Baker, Sprecher von Murf
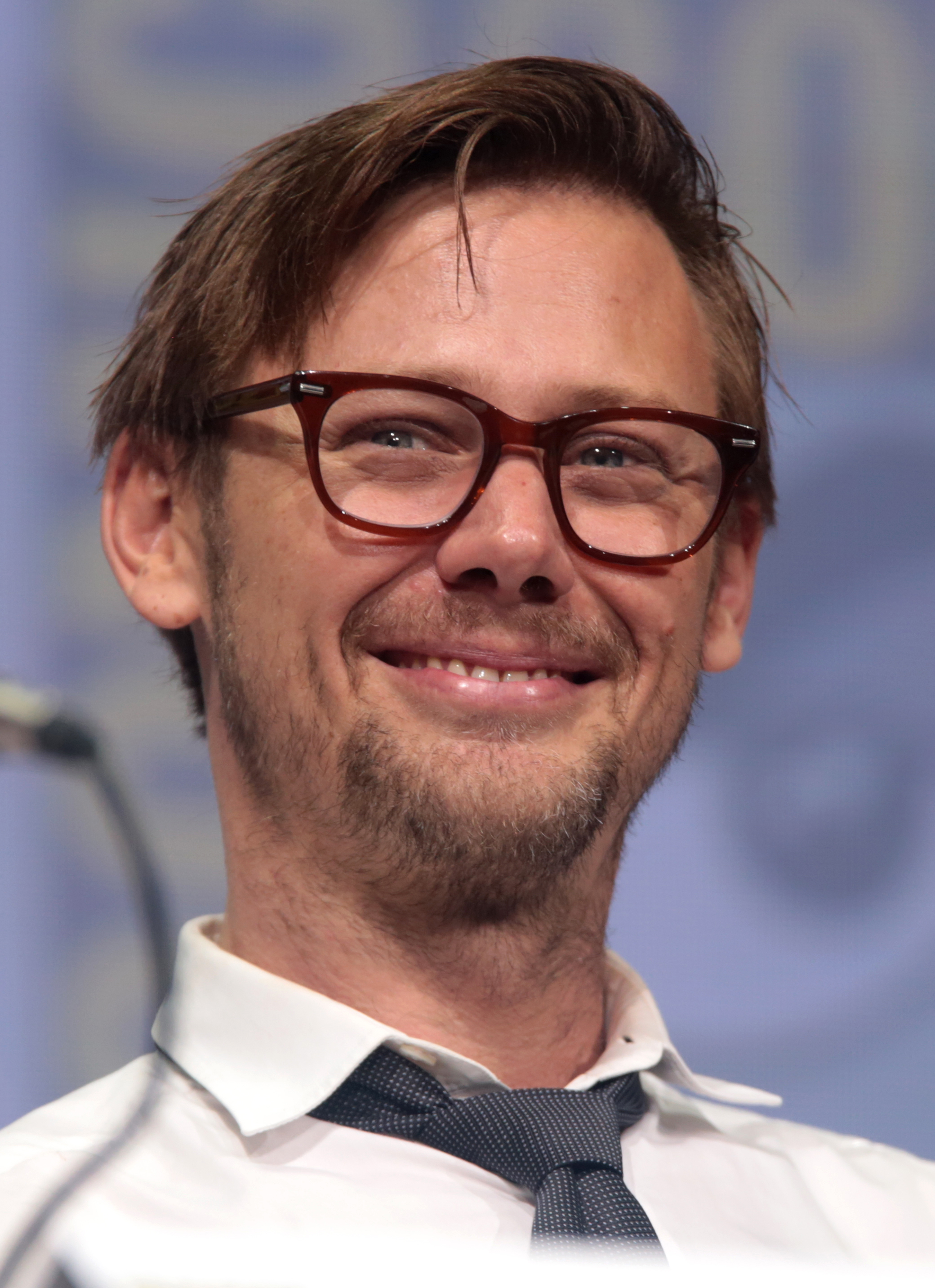
Jimmi Simpson, Sprecher von Drednok
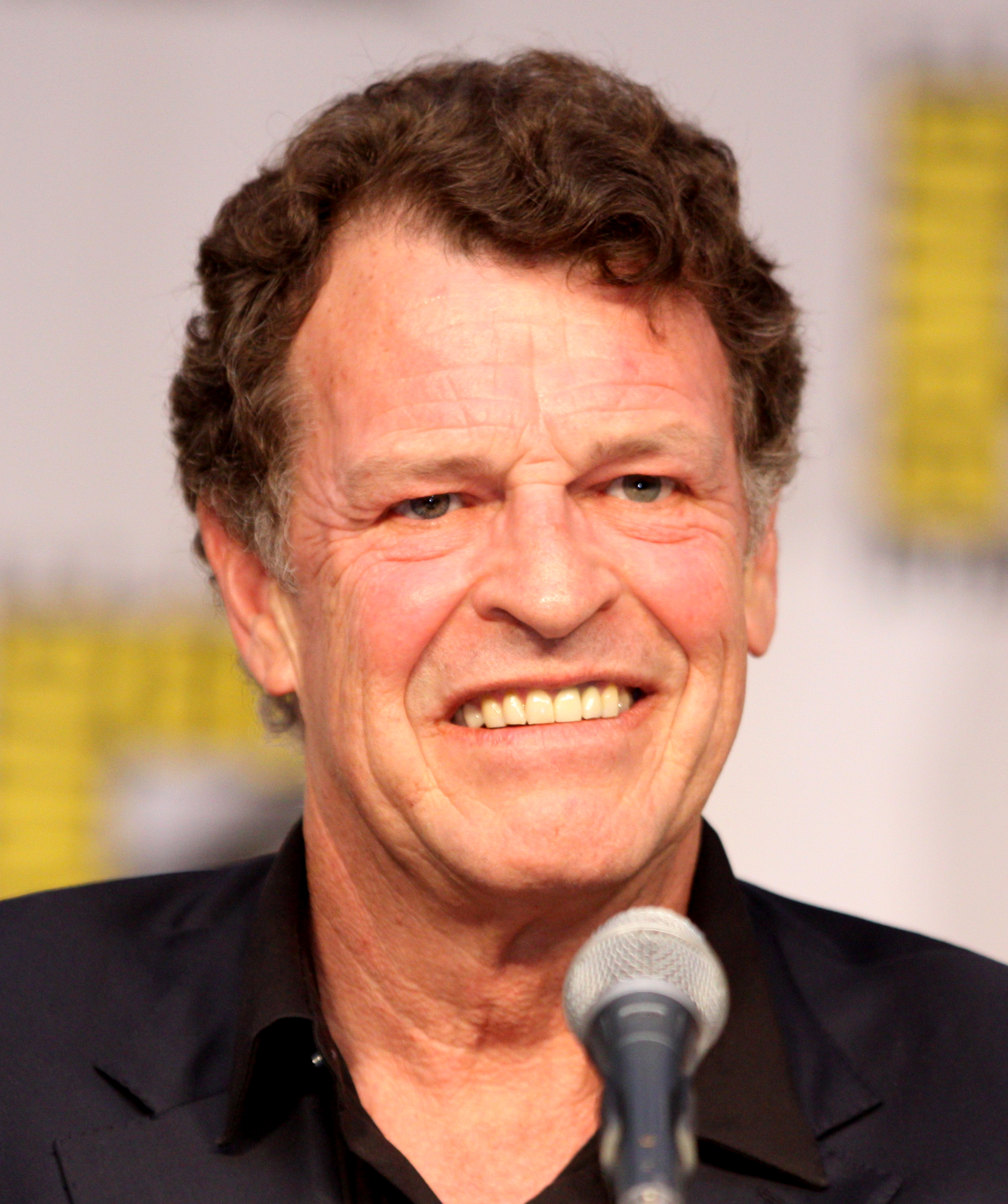
John Noble, Sprecher des Diviner
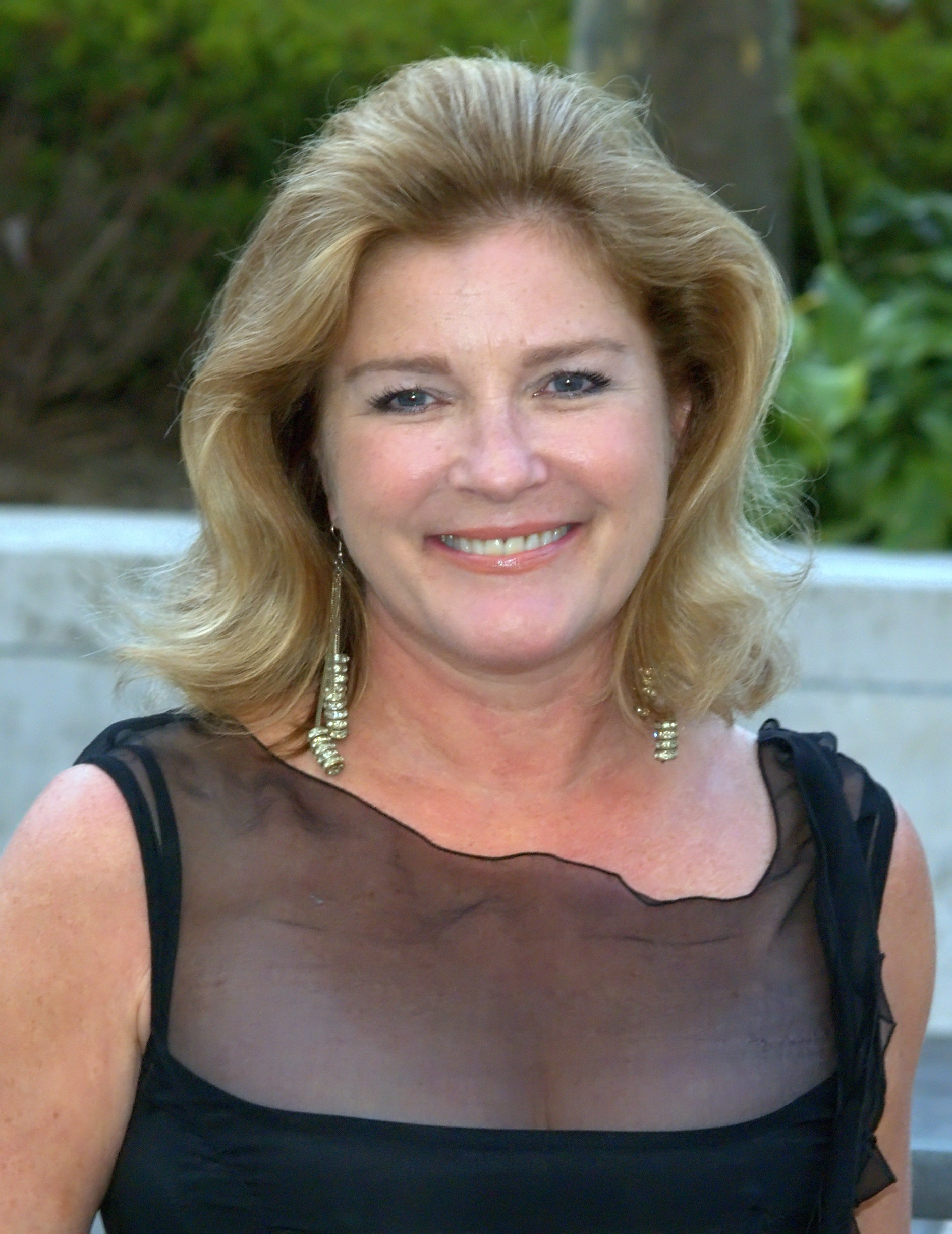
Kate Mulgrew, Sprecherin von Kathryn Janeway
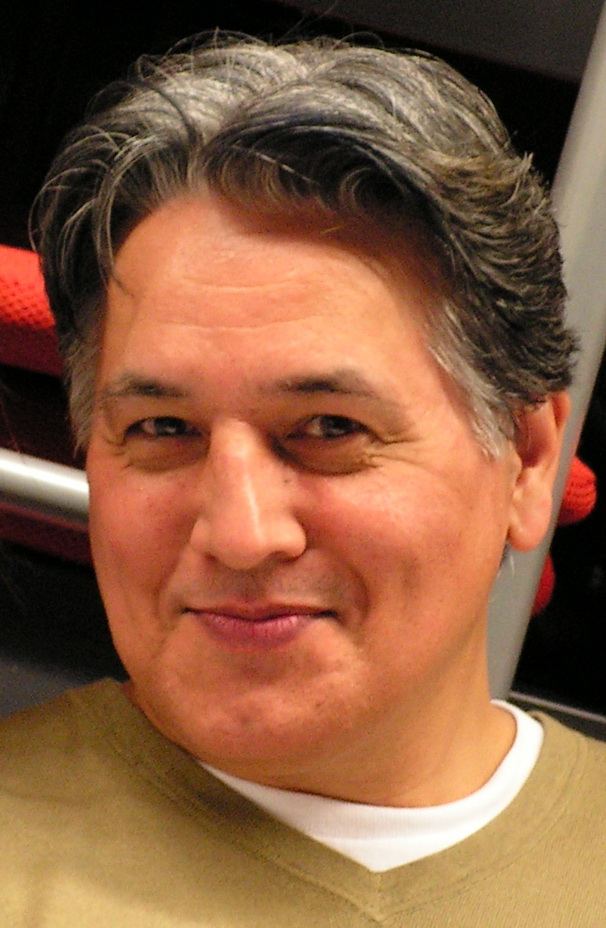
Robert Beltran, Sprecher von Chakotay
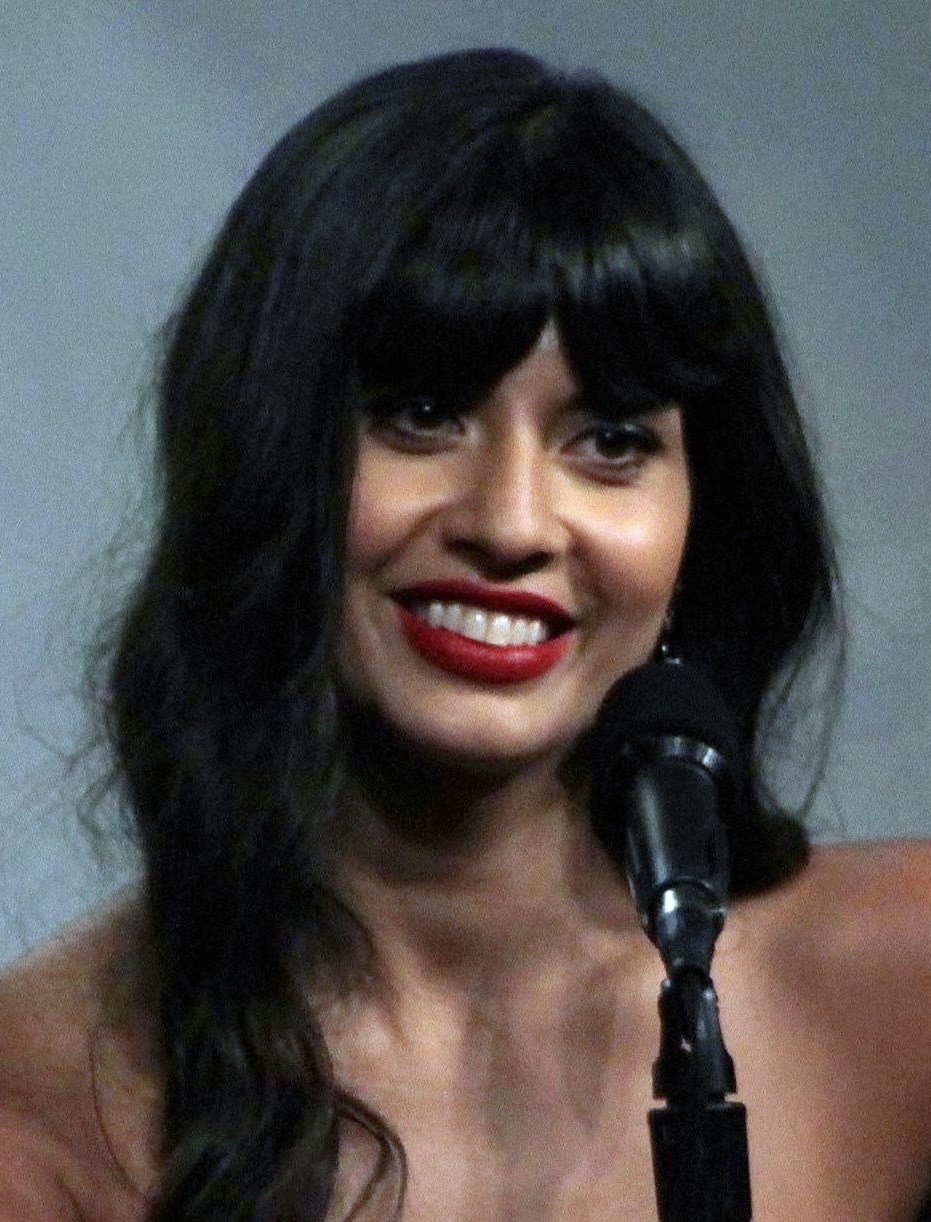
Jameela Jamil, Sprecherin von Asencia
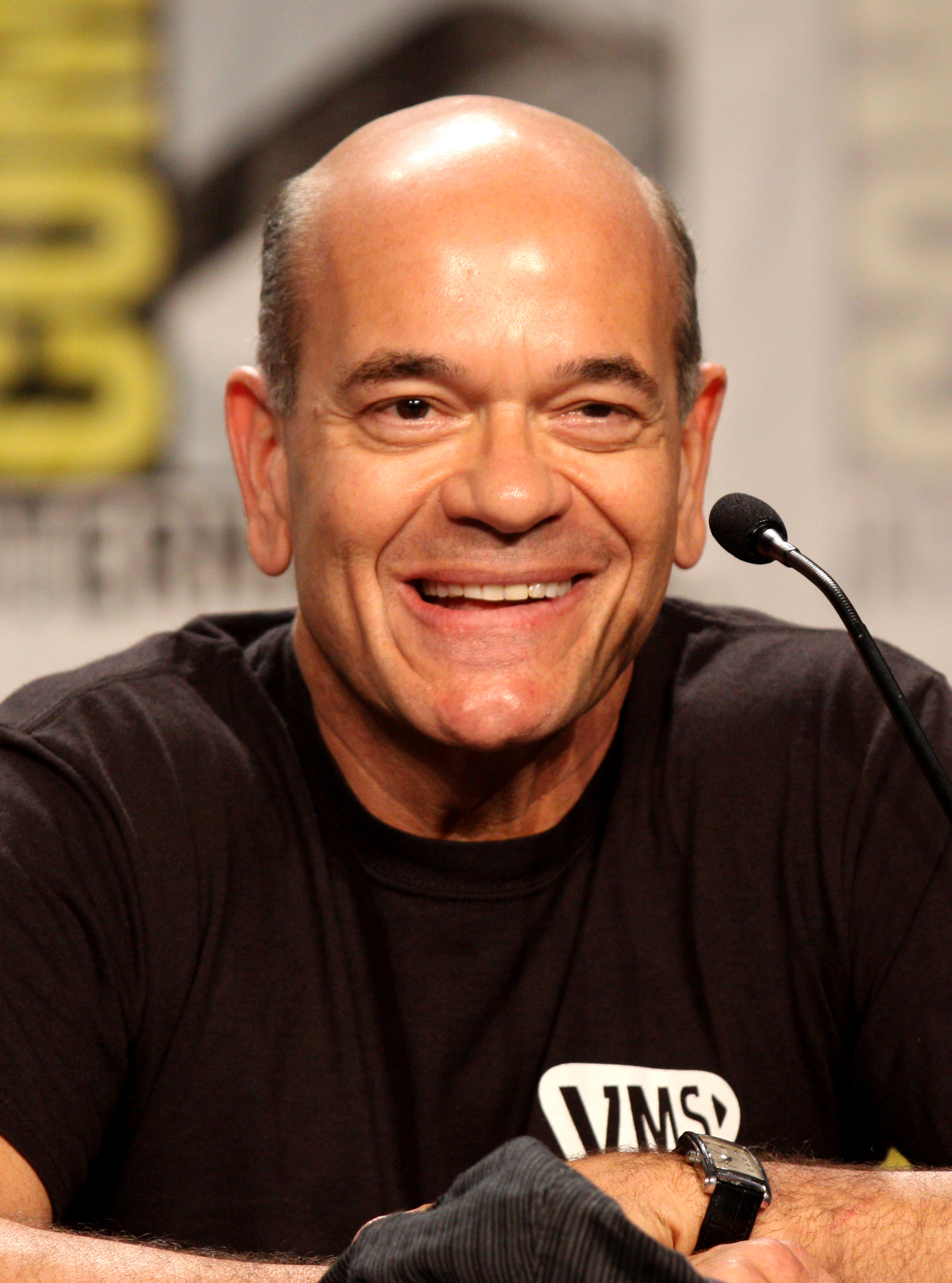
Robert Picardo, Sprecher des Doktors
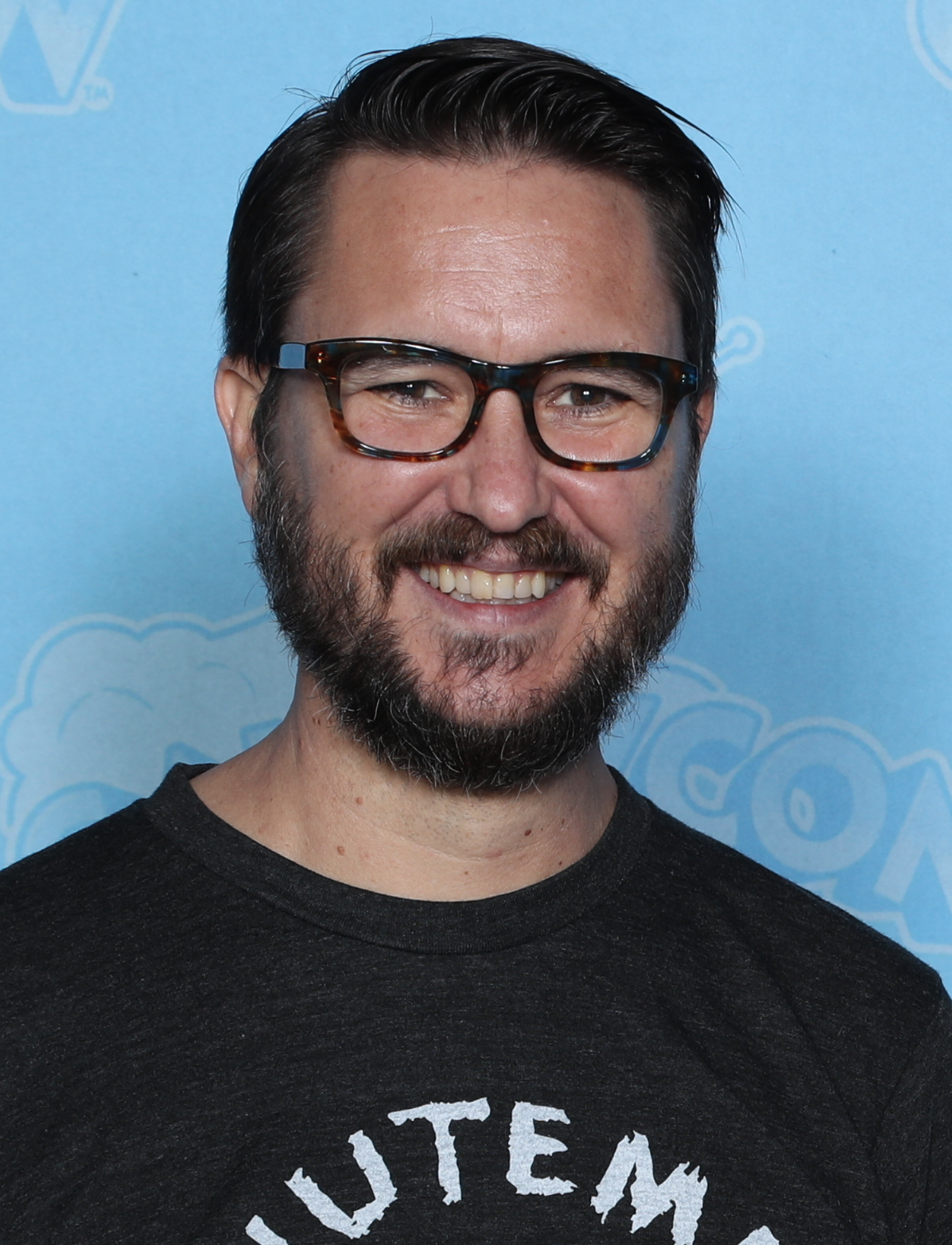
Wil Wheaton, Sprecher von Wesley Crusher

Die deutschsprachige Synchronfassung wurde bei Level 45 in Berlin erstellt. Guido Kellershof schrieb die Dialogbücher und übernahm auch die Dialogregie.
Die Tabelle nennt die Originalsprecher, ihre Rollennamen, ihre Zugehörigkeit zur Hauptbesetzung (●) bzw. zu den Neben- und Gastdarstellern (•).
|                     |                             | |                         | Staffel | Staffel |                                                    |
| Originalsprecher    | Rollenname                  | Rollenbeschreibung | Spezies                 | 1       | 2       | Deutscher Synchronsprecher                         |
| ------------------- | --------------------------- | --- | ----------------------- | ------- | ------- | -------------------------------------------------- |
| Brett Gray          | Dal R’El                    | Besatzungsmitglied der Prototyp-USS Protostar, später der USS Voyager A und schließlich erster Offizier der USS Prodigy | Augment                 | ●       | ●       | Tom Sielemann                                      |
| Ella Purnell        | Gwyndala (Gwyn)             | Besatzungsmitglied der Prototyp-USS Protostar und schließlich amtierender Captain der USS Prodigy, Tochter des Diviner  | Vau N’Akat              | ●       | ●       | Sophie Lechtenbrink                                |
| Jason Mantzoukas    | Jankom Pog                  | Besatzungsmitglied der USS Protostar, später der USS Voyager A und schließlich der USS Prodigy                          | Tellarit                | ●       | ●       | Jesco Wirthgen (Staffel 1) Johann Fohl (Staffel 2) |
| Angus Imrie         | Zero                        | Besatzungsmitglied der USS Protostar, später der USS Voyager A und schließlich der USS Prodigy                          | Meduser                 | ●       | ●       | Dirk Petrick                                       |
| Rylee Alazraqui     | Rok-Tahk                    | Besatzungsmitglied der USS Protostar, später der USS Voyager A und schließlich der USS Prodigy                          | Brikarianerin           | ●       | ●       | Magdalena Montasser                                |
| Dee Bradley Baker   | Murf                        | Besatzungsmitglied der USS Protostar, später der USS Voyager A und schließlich der USS Prodigy                          | Mellanoider Schleimwurm | ●       | ●       | Originalton                                        |
| Jimmi Simpson       | Drednok                     | Diener des Diviner | Künstliche Lebensform   | ●       | ●       | Alexander Doering                                  |
| Jimmi Simpson       | Hüter des Wissens           | | Künstliche Lebensform   |         | ●       | Alexander Doering                                  |
| John Noble          | Der Diviner/Ilthuran        | Leiter der Gefängniskolonie auf Tars Lamora, Erschaffer von Gwyn                                                        | Vau N’Akat              | ●       | ●       | Oliver Stritzel                                    |
| Kate Mulgrew        | Kathryn Janeway (Hologramm) | Trainingsprogramm der USS Protostar                                                                                     | Hologramm               | ●       | •       | Gertie Honeck                                      |
| Kate Mulgrew        | Admiral Kathryn Janeway     | Kommandantin der USS Dauntless, später der USS Voyager A                                                                | Mensch                  | •       | ●       | Gertie Honeck                                      |
| Robert Beltran      | Captain Chakotay            | ehemaliger Captain der USS Protostar                                                                                    | Mensch                  | •       | ●       | Christoph Banken                                   |
| Jameela Jamil       | Ensign Asencia/Vindicator   | Navigatorin der USS Dauntless                                                                                           | „Trill“/Vau N’Akat      | •       | ●       |                                                    |
| Robert Picardo      | Der Doktor                  | Leitender medizinischer Offizier der USS Voyager A                                                                      | Hologramm               |         | ●       | Uwe Büschken                                       |
| Wil Wheaton         | Wesley Crusher              | Reisender | Mensch                  |         | ●       | Sven Plate                                         |
| Bonnie Gordon       | Computerstimme              | |                         | •       | •       |                                                    |
| Bonnie Gordon       | Gillian                     | Besatzungsmitglied der USS Voyager A                                                                                    | Buckelwal               |         | •       |                                                    |
| Gates McFadden      | Beverly Crusher (Hologramm) | Leitende medizinische Offizierin der USS Enterprise D und E                                                             | Hologramm               | •       |         | Gundi Eberhard                                     |
| Gates McFadden      | Doktor Beverly Crusher      | Leitende medizinische Offizierin der USS Enterprise D und E                                                             | Mensch                  |         | •       | Gundi Eberhard                                     |
| Daveed Diggs        | Commander Tysess            | Erster Offizier der USS Dauntless, später der USS Voyager A                                                             | Andorianer              | •       | •       | Stefan Krause                                      |
| Jason Alexander     | Doktor Noum                 | Leitender medizinischer Offizier der USS Dauntless, später Schiffsberater der USS Voyager A                             | Tellarit                | •       | •       | Sven Brieger                                       |
| Tommie Earl Jenkins | Adreek-Hu                   | ehemaliger erster Offizier der USS Protostar                                                                            | Aurelianer              | •       | •       |                                                    |
| Billy Campbell      | Thadiun Okona               | Frachterkapitän | unbekannt               | •       | •       |                                                    |
| Ronny Cox           | Admiral Edward Jellico      | Admiral der Sternenflotte                                                                                               | Mensch                  | •       | •       | Freimut Götsch                                     |
| Erin MacDonald      | Dr. Erin MacDonald          | Dozentin an der Sternenflottenakademie                                                                                  | Mensch                  | •       | •       |                                                    |
| Michaela Dietz      | Kadett Maj’el               | Besatzungsmitglied der USS Voyager A                                                                                    | Vulkanierin             |         | •       |                                                    |
| Michaela Dietz      | Kadett Grom                 | Besatzungsmitglied der USS Voyager A                                                                                    | Lurianerin              |         | •       |                                                    |
| Sunkrish Bala       | Kadett Zeph                 | Besatzungsmitglied der USS Voyager A                                                                                    | unbekannt               |         | •       |                                                    |
| Susanne Blakeslee   | Kathon                      | Älteste von Solum | Vau N’Akat              |         | •       |                                                    |
| John Pirkis         | Boron                       | Ältester von Solum | Vau N’Akat              |         | •       |                                                    |

## Episodenliste

### Staffel 1
| Nr. (ges.) | Nr. (St.) | Deutscher Titel                       | Originaltitel           | Erstveröffentlichung USA | Deutschsprachige Erstveröffentlichung (D/A/CH) | Regie                         | Drehbuch |
| ---------- | --------- | ------------------------------------- | ----------------------- | ------------------------ | ---------------------------------------------- | ----------------------------- | --- |
| 1/2        | 1/2       | Gesucht und gefunden                  | Lost & Found            | 28. Okt. 2021            | 18./19. Apr. 2022                              | Ben Hibon                     | Kevin Hageman, Dan Hageman |
| 3          | 3         | Sehnsucht nach den Sternen            | Starstruck              | 4. Nov. 2021             | 13. Apr. 2022                                  | Alan Wan                      | Chad Quandt |
| 4          | 4         | Traumfänger                           | Dreamcatcher            | 11. Nov. 2021            | 21. Apr. 2022                                  | Steve Ahn, Sung Shin          | Lisa Schultz Boyd |
| 5          | 5         | Der Killerplanet                      | Terror Firma            | 18. Nov. 2021            | 22. Apr. 2022                                  | Alan Wan, Olga Ulanova        | Julie Benson, Shawna Benson |
| 6          | 6         | Kobayashi                             | Kobayashi               | 6. Jan. 2022             | 25. Apr. 2022                                  | Alan Wan                      | Aaron J. Waltke |
| 7          | 7         | Erstkontakt                           | First Con-tact          | 13. Jan. 2022            | 26. Apr. 2022                                  | Steve Ahn, Sung Shin          | Diandra Pendleton-Thompson |
| 8          | 8         | Zeitphasen                            | Time Amok               | 20. Jan. 2022            | 27. Apr. 2022                                  | Olga Ulanova, Sung Shin       | Nikhil S. Jayaram |
| 9          | 9         | Rückkehr nach Tars Lamora, Teil 1     | A Moral Star, Part 1    | 27. Jan. 2022            | 28. Apr. 2022                                  | Ben Hibon                     | Kevin Hageman, Dan Hageman, Julie Benson, Shawna Benson, Lisa Schultz Boyd, Nikhil S. Jayaram, Diandra Pendleton-Thompson, Chad Quandt, Aaron J. Waltke |
| 10         | 10        | Rückkehr nach Tars Lamora, Teil 2     | A Moral Star, Part 2    | 3. Feb. 2022             | 29. Apr. 2022                                  | Ben Hibon                     | Kevin Hageman, Dan Hageman, Julie Benson, Shawna Benson, Lisa Schultz Boyd, Nikhil S. Jayaram, Diandra Pendleton-Thompson, Chad Quandt, Aaron J. Waltke |
| 11         | 11        | Asyl                                  | Asylum                  | 27. Okt. 2022            | 14. Nov. 2022                                  | Steve In Chang Ahn, Sung Shin | Kevin Hageman, Dan Hageman |
| 12         | 12        | Schlafende Borg soll man nicht wecken | Let Sleeping Borg Lie   | 3. Nov. 2022             | 15. Nov. 2022                                  | Olga Ulanova, Sung Shin       | Diandra Pendleton-Thompson |
| 13         | 13        | Die ganze Welt ist eine Bühne         | All The World’s A Stage | 10. Nov. 2022            | 16. Nov. 2022                                  | Andrew L. Schmidt             | Aaron J. Waltke |
| 14         | 14        | Am Scheideweg                         | Crossroads              | 17. Nov. 2022            | 9. Jan. 2023                                   | Steve In Chang Ahn, Sung Shin | Lisa Schultz Boyd |
| 15         | 15        | Maskerade                             | Masquerade              | 24. Nov. 2022            | 9. Jan. 2023                                   | Sung Shin                     | Nikhil S. Jayaram |
| 16         | 16        | Präludium                             | Preludes                | 1. Dez. 2022             | 9. Jan. 2023                                   | Steve Ahn, Sung Shin          | Kevin Hageman, Dan Hageman, Julie Benson, Shawna Benson, Lisa Schultz Boyd, Nikhil S. Jayaram, Diandra Pendleton-Thompson, Chad Quandt, Aaron J. Waltke |
| 17         | 17        | Der Geist in der Maschine             | Ghost in the Machine    | 8. Dez. 2022             | 9. Jan. 2023                                   | Andrew L. Schmidt             | Chad Quandt |
| 18         | 18        | Der Körpertausch                      | Mindwalk                | 15. Dez. 2022            | 9. Jan. 2023                                   | Sung Shin                     | Julie Benson, Shawna Benson |
| 19         | 19        | Supernova, Teil 1                     | Supernova, Part 1       | 22. Dez. 2022            | 9. Jan. 2023                                   | Andrew Schmidt                | Erin McNamara |
| 20         | 20        | Supernova, Teil 2                     | Supernova, Part 2       | 29. Dez. 2022            | 9. Jan. 2023                                   | Ben Hibon                     | Kevin Hageman, Dan Hageman |

### Staffel 2
| Nr. (ges.) | Nr. (St.) | Deutscher Titel                      | Originaltitel                         | Erstveröffentlichung USA | Deutschsprachige Erstveröffentlichung (D/A/CH) | Regie                            | Drehbuch                                                                                  |
| ---------- | --------- | ------------------------------------ | ------------------------------------- | ------------------------ | ---------------------------------------------- | -------------------------------- | ----------------------------------------------------------------------------------------- |
| 21         | 1         | In den Riss, Teil I                  | Into the Breach, Part I               | 1. Juli 2024             | 1. Juli 2024                                   | Ben Hibon                        | Kevin Hageman, Dan Hageman                                                                |
| 22         | 2         | In den Riss, Teil II                 | Into the Breach, Part II              | 1. Juli 2024             | 1. Juli 2024                                   | Andrew L. Schmidt, Patrick Krebs | Aaron J. Waltke                                                                           |
| 23         | 3         | Wer rettet die Retter?               | Who Saves the Saviors                 | 1. Juli 2024             | 1. Juli 2024                                   | Sung Shin                        | Erin McNamara                                                                             |
| 24         | 4         | Grundlagen der Temporalen Mechanik   | Temporal Mechanics 101                | 1. Juli 2024             | 1. Juli 2024                                   | Ben Hibon                        | Keith Sweet II                                                                            |
| 25         | 5         | Das Beobachterparadoxon              | Observer’s Paradox                    | 1. Juli 2024             | 1. Juli 2024                                   | Ruolin Li, Andrew L. Schmidt     | Jennifer Muro                                                                             |
| 26         | 6         | Das Imposter-Syndrom                 | Imposter Syndrome                     | 1. Juli 2024             | 1. Juli 2024                                   | Sung Shin                        | Jennifer Muro                                                                             |
| 27         | 7         | Das Rennen                           | The Fast and the Curious              | 1. Juli 2024             | 1. Juli 2024                                   | Sung Shin, Sean Bishop           | Erin McNamara                                                                             |
| 28         | 8         | Zu schön, um wahr zu sein            | Is There in Beauty No Truth?          | 1. Juli 2024             | 1. Juli 2024                                   | Ruolin Li, Andrew L. Schmidt     | Keith Sweet II                                                                            |
| 29         | 9         | Die Aasfresser, Teil I               | The Devourer of All Things, Part I    | 1. Juli 2024             | 1. Juli 2024                                   | Sung Shin                        | Jennifer Munro                                                                            |
| 30         | 10        | Die Aasfresser, Teil II              | The Devourer of All Things, Part II   | 1. Juli 2024             | 1. Juli 2024                                   | Sean Bishop                      | Aaron J. Waltke                                                                           |
| 31         | 11        | Letzter Flug der Protostar, Teil I   | Last Flight of the Protostar, Part I  | 1. Juli 2024             | 1. Juli 2024                                   | Ruolin Li, Andrew L. Schmidt     | Diandra Pendleton-Thompson                                                                |
| 32         | 12        | Letzter Flug der Protostar, Teil II  | Last Flight of the Protostar, Part II | 1. Juli 2024             | 1. Juli 2024                                   | Sung Shin                        | Alex Hanson, Aaron J. Waltke                                                              |
| 33         | 13        | Ein Tribble namens Bribble           | A Tribble Called Quest                | 1. Juli 2024             | 1. Juli 2024                                   | Sean Bishop                      | Keith Sweet II                                                                            |
| 34         | 14        | Der gebrochene Spiegel               | Cracked Mirror                        | 1. Juli 2024             | 1. Juli 2024                                   | Ruolin Li                        | Erin McNamara                                                                             |
| 35         | 15        | Das Himmelfahrtskommando, Teil I     | Ascension, Part I                     | 1. Juli 2024             | 1. Juli 2024                                   | Sung Shin                        | Erin McNamara, Jennifer Muro, Diandra Pendleton-Thompson, Keith Sweet II, Aaron J. Waltke |
| 36         | 16        | Das Himmelfahrtskommando, Teil II    | Ascension, Part II                    | 1. Juli 2024             | 1. Juli 2024                                   | Sean Bishop                      | Alex Hanson                                                                               |
| 37         | 17        | Am Rande des Abgrunds                | Brink                                 | 1. Juli 2024             | 1. Juli 2024                                   | Ruolin Li                        | Diandra Pendleton-Thompson                                                                |
| 38         | 18        | Wagemut ist kein Privileg der Jugend | Touch of Grey                         | 1. Juli 2024             | 1. Juli 2024                                   | Sung Shin                        | Jennifer Muro                                                                             |
| 39         | 19        | Die Zeitschleife, Teil I             | Ouroboros, Part I                     | 1. Juli 2024             | 1. Juli 2024                                   | Sean Bishop                      | Kevin Hageman, Dan Hageman, Aaron J. Waltke                                               |
| 40         | 20        | Die Zeitschleife, Teil II            | Ouroboros, Part II                    | 1. Juli 2024             | 1. Juli 2024                                   | Ruolin Li                        | Kevin Hageman, Dan Hageman, Aaron J. Waltke                                               |

## Literarische Adaptionen
Im Januar 2023 wurden die Romane A Dangerous Trade und Supernova auf Englisch veröffentlicht. Im Juni 2023 erschien Supernova (mit gleichem Titel) auf Deutsch, im Juli 2023 dann A Dangerous Trade (unter dem Titel Ein gefährlicher Handel).
Für August 2023 ist Escape Route angekündigt.